# IJslands voetbalelftal in 2005
Het IJslands voetbalelftal speelde in totaal negen interlands in het jaar 2005, waarvan zes in de kwalificatiereeks voor het wereldkampioenschap voetbal 2006. De selectie stond onder leiding van bondscoach Ásgeir Sigurvinsson, die na de laatste interland werd ontslagen door de IJslandse voetbalbond (Knattspyrnusamband Íslands). De eerste wedstrijd in 2005 was een WK-kwalificatieduel, die in Zagreb met 4–0 van Kroatië werd verloren. Het elftal won van de negen gespeelde interlands er twee en verloor er zes; het nationaal elftal had een negatief doelsaldo van –5. Op de FIFA-wereldranglijst steeg IJsland geen plaats; zowel in januari als in december 2005 stond het op de 94ste plaats.

## Balans
| Wedstrijden | Wedstrijden | Wedstrijden | Wedstrijden | Doelpunten | Doelpunten | Doelpunten | Punten |
| Gespeeld    | Winst       | Gelijk      | Verlies     | Voor       | Tegen      | Saldo      | Punten |
| ----------- | ----------- | ----------- | ----------- | ---------- | ---------- | ---------- | ------ |
| 9           | 2           | 1           | 6           | 16         | 21         | –5         | 0.556  |

## Interlands
|                                                        |                                                               |       |         |                                                                                 |
| 26 maart Kwalificatie WK 2006 № 332 «onderlinge duels» | Kroatië                                                       | 4 – 0 | IJsland | Maksimirstadion, Zagreb Toeschouwers: 17.912 Scheidsrechter: Jerome Damon (RSA) |
| 26 maart Kwalificatie WK 2006 № 332 «onderlinge duels» | Niko Kovač 39' Josip Šimunić 71' Niko Kovač 76' Dado Pršo 90' |       |         | Maksimirstadion, Zagreb Toeschouwers: 17.912 Scheidsrechter: Jerome Damon (RSA) |

|                                                     |        |       |         |                                                                              |
| 30 maart Vriendschappelijk № 333 «onderlinge duels» | Italië | 0 – 0 | IJsland | Stadio Euganeo, Padua Toeschouwers: 16.697 Scheidsrechter: Alain Hamer (LUX) |
| 30 maart Vriendschappelijk № 333 «onderlinge duels» |        |       |         | Stadio Euganeo, Padua Toeschouwers: 16.697 Scheidsrechter: Alain Hamer (LUX) |

|                                                      |                                              |       |                                                                   |                                                                                       |
| 4 juni Kwalificatie WK 2006 № 334 «onderlinge duels» | IJsland                                      | 2 – 3 | Hongarije                                                         | Laugardalsvöllur, Reykjavík Toeschouwers: 4.613 Scheidsrechter: Lucílio Batista (POR) |
| 4 juni Kwalificatie WK 2006 № 334 «onderlinge duels» | Eiður Guðjohnsen 18' Kristján Sigurðsson 69' |       | 45' (pen.) Zoltán Gera 57' (pen.) Zoltán Gera 73' Szabolcs Huszti | Laugardalsvöllur, Reykjavík Toeschouwers: 4.613 Scheidsrechter: Lucílio Batista (POR) |

|                                                      |                                                                                            |       |                |                                                                                     |
| 8 juni Kwalificatie WK 2006 № 335 «onderlinge duels» | IJsland                                                                                    | 4 – 1 | Malta          | Laugardalsvöllur, Reykjavík Toeschouwers: 4.887 Scheidsrechter: Damir Skomina (SLO) |
| 8 juni Kwalificatie WK 2006 № 335 «onderlinge duels» | Gunnar Þorvaldsson 28' Eiður Guðjohnsen 33' Tryggvi Guðmundsson 74' Brynjar Gunnarsson 84' |       | 59' Brian Said | Laugardalsvöllur, Reykjavík Toeschouwers: 4.887 Scheidsrechter: Damir Skomina (SLO) |

|                                                        |                                                                                    |       |                    |                                                                                    |
| 17 augustus Vriendschappelijk № 336 «onderlinge duels» | IJsland                                                                            | 4 – 1 | Zuid-Afrika        | Laugardalsvöllur, Reykjavík Toeschouwers: 3.302 Scheidsrechter: David McKeon (IRL) |
| 17 augustus Vriendschappelijk № 336 «onderlinge duels» | Grétar Steinsson 25' Arnar Viðarsson 42' Heiðar Helguson 67' Veigar Gunnarsson 73' |       | 28' Delron Buckley | Laugardalsvöllur, Reykjavík Toeschouwers: 3.302 Scheidsrechter: David McKeon (IRL) |

|                                                           |                      |       |                                                     |                                                                                      |
| 3 september Kwalificatie WK 2006 № 337 «onderlinge duels» | IJsland              | 1 – 3 | Kroatië                                             | Laugardalsvöllur, Reykjavík Toeschouwers: 5.520 Scheidsrechter: Wolfgang Stark (GER) |
| 3 september Kwalificatie WK 2006 № 337 «onderlinge duels» | Eiður Guðjohnsen 24' |       | 56' Boško Balaban 61' Boško Balaban 82' Darijo Srna | Laugardalsvöllur, Reykjavík Toeschouwers: 5.520 Scheidsrechter: Wolfgang Stark (GER) |

|                                                           |                                                         |       |                                                             |                                                                                                  |
| 7 september Kwalificatie WK 2006 № 338 «onderlinge duels» | Bulgarije                                               | 3 – 2 | IJsland                                                     | Vasil Levski Nationaal Stadion, Sofia Toeschouwers: 18.000 Scheidsrechter: Bülent Demirlek (TUR) |
| 7 september Kwalificatie WK 2006 № 338 «onderlinge duels» | Dimitar Berbatov 21' Georgi Iliev 69' Martin Petrov 86' |       | 9' Grétar Steinsson 16' Hermann Hreiðarsson 82' Darijo Srna | Vasil Levski Nationaal Stadion, Sofia Toeschouwers: 18.000 Scheidsrechter: Bülent Demirlek (TUR) |

|                                                      |                                                                   |       |                                               |                                                                                                |
| 7 oktober Vriendschappelijk № 339 «onderlinge duels» | Polen                                                             | 3 – 2 | IJsland                                       | Wojska Polskiegostadion, Warschau Toeschouwers: 7.500 Scheidsrechter: Stanislav Soechina (RUS) |
| 7 oktober Vriendschappelijk № 339 «onderlinge duels» | Jacek Krzynówek 25' Marcin Baszczyński 57' Euzebiusz Smolarek 64' |       | 15' Kristján Sigurðsson 38' Hannes Sigurðsson | Wojska Polskiegostadion, Warschau Toeschouwers: 7.500 Scheidsrechter: Stanislav Soechina (RUS) |

|                                                          |                                                               |       |                  |                                                                                  |
| 12 oktober Kwalificatie WK 2006 № 340 «onderlinge duels» | Zweden                                                        | 3 – 1 | IJsland          | Råsundastadion, Solna Toeschouwers: 33.716 Scheidsrechter: Valentin Ivanov (RUS) |
| 12 oktober Kwalificatie WK 2006 № 340 «onderlinge duels» | Zlatan Ibrahimović 29' Henrik Larsson 42' Kim Källström 90+1' |       | 25' Kári Árnason | Råsundastadion, Solna Toeschouwers: 33.716 Scheidsrechter: Valentin Ivanov (RUS) |

## FIFA-wereldranglijst
| JAN | FEB | MAR | APR | MEI | JUN | JUL | AUG | SEP | OKT | NOV | DEC |
| --- | --- | --- | --- | --- | --- | --- | --- | --- | --- | --- | --- |
| 94  | 94  | 95  | 95  | 97  | 90  | 92  | 94  | 92  | 92  | 93  | 94  |

## Statistieken
| Árni Arason          | 07.05.1975 | Vålerenga IF      | 8 | 0 | 0 | 8 | 0 |
| Kristján Finnbogason | 08.05.1971 | KR Reykjavík      | 1 | 0 | 0 | 1 | 0 |
| Daði Lárusson        | 19.06.1973 | FH Hafnarfjörður  | 0 | 1 | 0 | 1 | 0 |
| Verdediging          |            |                   |   |   |   |   |   |
| Grétar Steinsson     | 09.01.1982 | AZ                | 8 | 1 | 2 | 9 | 2 |
| Kristján Sigurðsson  | 07.10.1980 | SK Brann          | 8 | 0 | 2 | 8 | 2 |
| Indriði Sigurðsson   | 12.10.1981 | KRC Genk          | 8 | 0 | 0 | 8 | 0 |
| Auðun Helgason       | 18.06.1974 | FH Hafnarfjörður  | 6 | 0 | 0 | 6 | 0 |
| Hermann Hreiðarsson  | 11.07.1974 | Charlton Athletic | 4 | 0 | 1 | 4 | 1 |
| Ólafur Bjarnason     | 15.05.1975 | SK Brann          | 3 | 0 | 0 | 3 | 0 |
| Pétur Marteinsson    | 14.07.1973 | Hammarby IF       | 3 | 0 | 0 | 3 | 0 |
| Sölvi Ottesen        | 18.02.1984 | Djurgårdens IF    | 2 | 0 | 0 | 2 | 0 |
| Bjarni Eiríksson     | 28.03.1982 | Silkeborg IF      | 0 | 2 | 0 | 2 | 0 |
| Haraldur Guðmundsson | 14.12.1981 | Aalesunds FK      | 0 | 2 | 0 | 2 | 0 |
| Middenveld           |            |                   |   |   |   |   |   |
| Stefán Gíslason      | 15.03.1980 | Lyn Oslo          | 7 | 2 | 0 | 9 | 0 |
| Kári Árnason         | 13.10.1982 | Djurgårdens IF    | 5 | 3 | 1 | 8 | 1 |
| Arnar Viðarsson      | 15.03.1978 | FC Twente         | 4 | 4 | 1 | 8 | 1 |
| Brynjar Gunnarsson   | 16.10.1975 | Reading           | 8 | 0 | 0 | 8 | 0 |
| Gylfi Einarsson      | 27.10.1978 | Leeds United      | 5 | 2 | 0 | 7 | 0 |
| Bjarni Guðjónsson    | 26.02.1979 | Plymouth Argyle   | 1 | 1 | 0 | 2 | 0 |
| Helgi Daníelsson     | 13.07.1981 | Fylkir Reykjavík  | 0 | 2 | 0 | 2 | 0 |
| Jóhannes Harðarson   | 28.07.1976 | IK Start          | 0 | 2 | 0 | 2 | 0 |
| Joey Guðjónsson      | 25.05.1980 | Leicester City    | 1 | 0 | 0 | 1 | 0 |
| Emil Hallfreðsson    | 29.06.1984 | Tottenham Hotspur | 0 | 1 | 0 | 1 | 0 |
| Ólafur Skúlason      | 01.04.1983 | Brentford         | 0 | 1 | 0 | 1 | 0 |
| Aanval               |            |                   |   |   |   |   |   |
| Eiður Guðjohnsen     | 15.09.1978 | Chelsea           | 5 | 0 | 3 | 5 | 3 |
| Heiðar Helguson      | 22.08.1977 | Fulham            | 5 | 0 | 1 | 5 | 1 |
| Gunnar Þorvaldsson   | 01.04.1982 | Halmstads BK      | 2 | 4 | 1 | 6 | 1 |
| Hannes Sigurðsson    | 10.04.1983 | Stoke City        | 2 | 2 | 1 | 4 | 1 |
| Marel Baldvinsson    | 30.07.1974 | FH Hafnarfjörður  | 2 | 1 | 1 | 3 | 1 |
| Veigar Gunnarsson    | 21.03.1980 | Stabæk            | 1 | 2 | 2 | 3 | 1 |